# BSG Aktivist „Karl Marx“ Zwickau
Die BSG Aktivist „Karl Marx“ Zwickau war eine deutsche Sportgemeinschaft aus Zwickau, deren Fußballabteilung zwischen 1949 und 1968 existierte. Heimstätte der Westsachsen war die Alfred-Baumann-Kampfbahn, benannt nach Alfred Baumann. BSG ist die Abkürzung von Betriebssportgemeinschaft; der Namensbestandteil Aktivist bezieht sich auf die Aktivistenbewegung. Alle Betriebssportgemeinschaften des Bergbaus und der Grundstoffindustrie trugen diesen Zusatz.

## Sektion Fußball

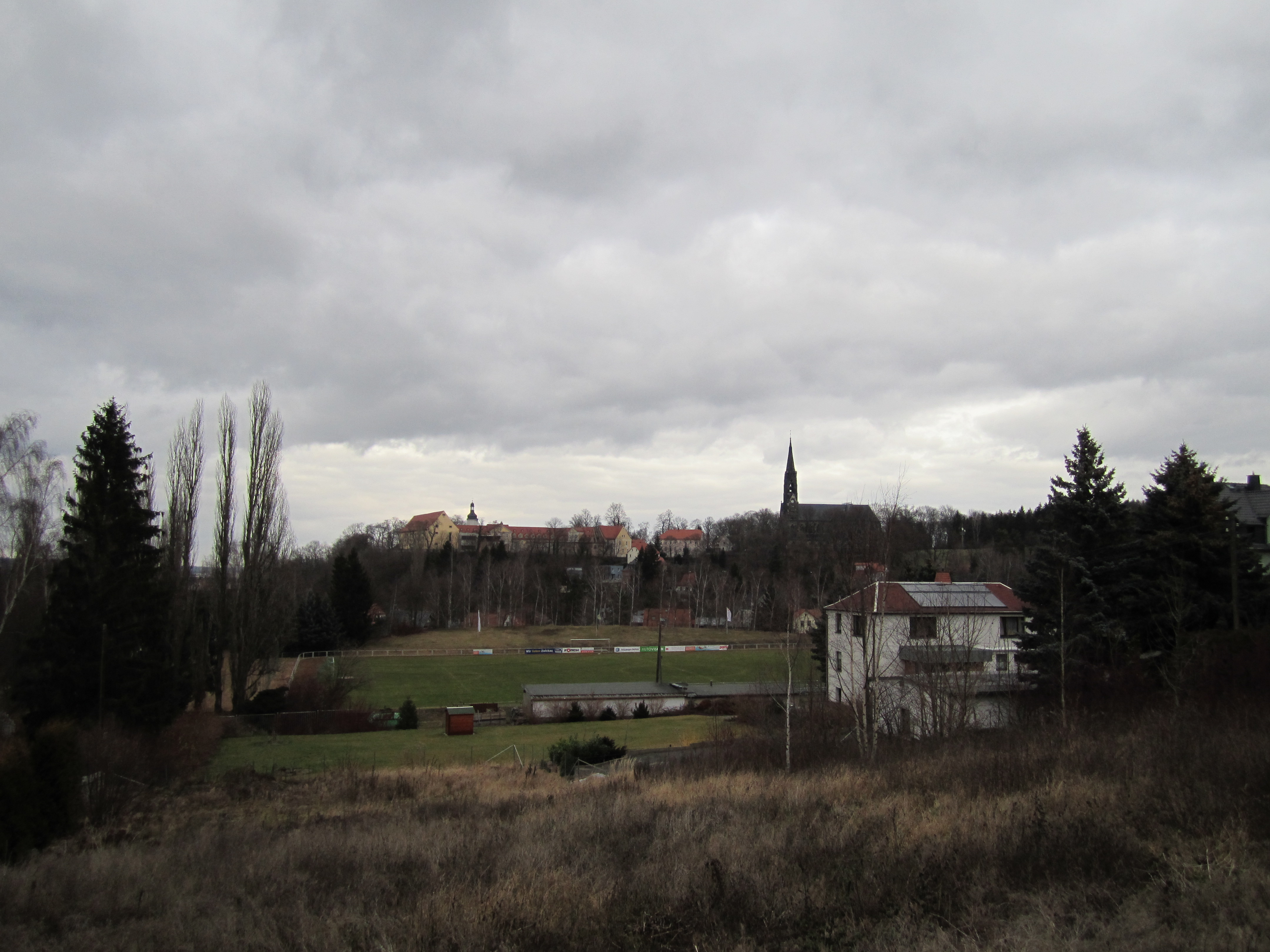
Heimstadion

Aktivist Zwickau ging im Jahr 1949 aus der nach dem Zweiten Weltkrieg gegründeten SG Zwickau-Mitte hervor und fungierte anfangs unter dem Namen BSG Aktivist Steinkohle Zwickau. Die stets im Schatten des Lokalrivalen Horch Zwickau agierende Sportgemeinschaft wurde 1950 durch Teile des aufgelösten ersten Ostzonenmeisters SG Planitz verstärkt. 1951 wurde eine erneute Namensänderung in Aktivist „Karl Marx“ Zwickau vollzogen. Trägerbetrieb war das Zwickauer Karl-Marx-Werk.
Auf sportlicher Ebene spielten die Westsachsen bis 1951 in der sächsischen Landesliga. Nach Auflösung der Länder wurde Aktivist Zwickau Gründungsmitglied der Bezirksliga Karl-Marx-Stadt. In der Bezirksliga belegte Zwickau bis 1957 durchweg vordere Tabellenplätze. Während in der Spielzeit 1956 gemeinsam mit Motor Zschopau der Aufstieg in die drittklassige II. DDR-Liga noch verpasst wurde, gelang dies 1957 mit dem westsächsischen Nachbarn Wismut Plauen. Auch in der II. DDR-Liga konnte Aktivist Zwickau sofort in höheren Tabellenregionen mitspielen und erreichte 1958 hinter Dynamo Dresden die Vizemeisterschaft. Nach zwei neunten Plätzen gelang Aktivist im Jahr 1962 vor den punktgleichen Mannschaften von Motor West Karl-Marx-Stadt und Motor Bautzen der erstmalige Aufstieg in die DDR-Liga.
In der zweithöchsten Spielklasse der DDR spielte Aktivist Zwickau bis zum 23. Spieltag der Saison 1968/69 unter eigenem Namen. Das letzte Fußballspiel des Vereins fand am 30. März 1969 statt. In einem Heimspiel unterlag man der BSG Wismut Gera mit 0:1. Am Tag darauf fusionierte Aktivist mit der Fußballabteilung der BSG Sachsenring Zwickau und spielte die Saison als BSG Sachsenring II zu Ende. Sachsenring II spielte noch bis 1976 in der DDR-Liga, musste als Tabellensiebenter aber auf Beschluss des DFV neben Chemie Schwarza und allen anderen zweiten Mannschaften in die Bezirksliga zwangsabsteigen.

### Statistik
- Teilnahme DDR-Liga: 1962/63 bis 1967/68, 1968/69 bis 1975/76 (Zwangsabstieg als Sachsenring Zwickau II)
- Teilnahme II. DDR-Liga: 1958 bis 1961/62
- Ewige Tabelle der DDR-Liga: Rang 37

### Personen
- Jürgen Croy
- Heinz Satrapa, Trainer von 1964 bis 1966